# Längelmäenjärvi
Längelmäenjärvi är en sjö i Finland. Den ligger i Pieksämäki i landskapet Södra Savolax, i den södra delen av landet, 260 km nordost om huvudstaden Helsingfors. Längelmäenjärvi ligger 110 meter över havet.